# Японский финансовый пузырь
Японский финансовый пузырь (яп. バブル景気 бабуру кэйки, досл. «экономика пузыря») — экономический пузырь в Японии с 1986 по 1991 год, характеризовавшийся многократным ростом цен на рынке недвижимости и фондовом рынке. Сдувание пузыря продолжалось более десяти лет, фондовый рынок достиг дна в 2003 году, но впоследствии опустился до нового минимума в 2009 году в результате мирового финансового кризиса. Следствием сдувания пузыря стал продолжительный период экономической стагнации, называемый «потерянным десятилетием».

## История
После Второй мировой войны Япония проводила политику, стимулирующую экспорт и сбережения. Большие сбережения увеличили доступность кредита, а значительные торговые профициты привели к укреплению иены по отношению к другим валютам, позволив японским компаниям дешевле импортировать технологии и инвестировать в производство, таким образом увеличивая свою конкурентоспособность и ещё более увеличивая торговые профициты. Дальнейшее укрепление иены сделало финансовые активы чрезвычайно прибыльными.
Во второй половине 1980-х годов финансовая дерегуляция, эйфория относительно перспектив экономики и монетарное ослабление, проведенное Банком Японии, вкупе с большими сбережениями привели к агрессивной спекуляции на фондовом рынке и рынке недвижимости. Фондовый индекс Nikkei 225 достиг своего исторического максимума 29 декабря 1989 года, составив на закрытии 38 915,87 пункта. Плюс к тому, банки стали выдавать более рискованные кредиты.
В квартале Гиндза цены на недвижимость достигли пика в 1989 году, на уровне 100 млн иен (около 1 млн $) за квадратный метр. В других бизнес-кварталах цены были лишь незначительно ниже. К 2004 году коммерческая недвижимость класса А в Токио стоила меньше 1 процента от своей пиковой цены, цены на жилую недвижимость упали более чем в 10 раз, но всё равно оставались самыми высокими в мире до второй половины 2000-х. В результате сдувания пузыря благосостояние японцев уменьшилось на миллиарды долларов. Только в 2007 году цены на недвижимость начали рост, но снова скатились к падению в результате мирового экономического кризиса 2008 года.
На японскую экономику, движимую высоким уровнем инвестиций, сдувание пузыря оказало особенно негативный эффект. Инвестиции стали направляться за пределы страны, производители стали терять своё технологическое преимущество. Японские товары стали менее конкурентоспособны за рубежом, а низкий уровень потребления вызвал дефляционную спираль. Японский Центробанк понизил процентные ставки почти до нуля. После того, как это не помогло выбраться из дефляции, некоторые экономисты, в частности Пол Кругман, предложили использовать инфляционное таргетирование.
Доступный кредит, спровоцировавший надувание пузыря, оставался проблемой в течение следующих нескольких лет, в 1997 году банки всё ещё выдавали займы с низкой вероятностью возврата. Менеджеры займов и инвестиций с трудом пытались найти активы, которые могли бы принести прибыль. Иногда они даже прибегали к инвестированию денег в депозиты конкурирующих банков, вызывая жалобы их менеджеров. Исправление ситуации в банковской системе ещё более осложнилось, когда правительство стало субсидировать проблемные банки и предприятия, создавая так называемые «компании-зомби». В конце концов это привело к появлению carry trade, когда деньги занимаются в Японии по низким ставкам, инвестируются в более прибыльные активы за рубежом, а затем заём погашается со значительной прибылью для инвестора.
Период истории Японии после постепенного сдувания пузыря известен под названием «потерянное десятилетие» (яп. 失われた十年 усинаварэта дзю:нэн). 10 марта 2009 года Nikkei 225 достиг 27-летнего минимума на уровне 7054,98 пункта.
Упоминая японский финансовый пузырь, китайское СМИ «Синьхуа» в январе 2013 года называло Японию «развитым государством, экономика которого дольше других стран не имеет движущей силы, а также одним из государств с наибольшим в мире долговым бременем и одним из самых высоких уровней старения нации».

## Демографическое старение в Японии
Япония находится почти три десятилетия в экономическом застое и постоянной дефляции (см. Дефляция в Японии), немаловажным фактором, приведшем экономику Японии к данной ситуации, является демография. Население Японии уменьшается, из-за демографического кризиса и демографического старения Японии. Японская нация является самой престарелой и одной из самых быстро стареющих в мире. По состоянию на 1 октября 2021 года 29,1 % населения Японии было старше 65 лет. Причиной может быть относительно непродолжительный по времени послевоенный беби-бум в Японии и строгая иммиграционная политика. Потребление уменьшается из-за уменьшения населения, вызванного на фоне старения населения превышением смертности над рождаемостью. Накопленные свободные (не вложенные в экономику) денежные активы у населения увеличиваются, но из-за дефляции цены на товары и услуги с каждым годом падают, что ещё больше снижает спрос и оттягивает момент покупки товаров населением.